# Myonia maera
Myonia maera är en fjärilsart som beskrevs av William Schaus 1892. Myonia maera ingår i släktet Myonia och familjen tandspinnare. Inga underarter finns listade i Catalogue of Life.